# Matt Holliday
Matthew Thomas Holliday (ur. 15 stycznia 1980) – amerykański baseballista, który występował na pozycji lewozapolowego i pierwszobazowego.

## Przebieg kariery
Po ukończeniu szkoły średniej, w czerwcu 1998 został wybrany w siódmej rundzie draftu przez Colorado Rockies i początkowo występował w klubach farmerskich tego zespołu, między innymi w Colorado Springs Sky Sox, reprezentującym poziom Triple-A. W Major League Baseball zadebiutował 14 kwietnia 2004 w meczu przeciwko St. Louis Cardinals. 8 dni później w spotkaniu z Los Angeles Dodgers zdobył pierwszego home runa w MLB. W pierwszym sezonie występów w głosowaniu na najlepszego debiutanta zajął 5. miejsce.
W 2006 po raz pierwszy zagrał w Meczu Gwiazd i po raz pierwszy otrzymał nagrodę Silver Slugger Award. W sezonie 2007 był najlepszy w National League pod względem średniej (0,340), RBI (137), uderzeń (216) i double’ów (50). Ponadto został wybrany najbardziej wartościowym zawodnikiem National League Championship Series, a w głosowaniu do nagrody MVP National League zajął 2. miejsce za Jimmym Rollinsem z Philadelphia Phillies.
W listopadzie 2008 przeszedł do Oakland Athletics za Carlosa Gonzáleza, Grega Smitha i Hustona Streeta. Po rozegraniu 93 meczów w lipcu 2008 został oddany do St. Louis Cardinals.
W styczniu 2010 podpisał z Cardinals siedmioletni, największy w historii klubu kontrakt wart 120 milionów dolarów. W tym samym roku po raz pierwszy jako zawodnik tego klubu zagrał w All-Star Game i otrzymał Silver Slugger Award. W 2011 wystąpił w sześciu meczach World Series, w których Cardinals pokonali Texas Rangers 4–3.
W grudniu 2016 jako wolny agent podpisał roczny kontrakt z New York Yankees. 8 kwietnia 2017 w meczu przeciwko Baltimore Orioles zaliczył 2000. odbicie, zaś 3 maja 2017 w spotkaniu z Toronto Blue Jays zdobył 300. home runa w MLB.
28 lipca 2018 podpisał niegwarantowany kontrakt z Colorado Rockies, po czym został przydzielony do zespołu z Triple-A – Albuquerque Isotopes. Powołanie do składu Rockies otrzymał 23 sierpnia 2018.

## Nagrody i wyróżnienia
| Nagroda/wyróżnienie      | Lata                                     | Źródło |
| 7× All-Star              | 2006, 2007, 2008, 2010, 2011, 2012, 2015 | [ 1 ]  |
| 4× Silver Slugger Award  | 2006, 2007, 2008, 2010                   | [ 1 ]  |
| Zwycięzca w World Series | 2011                                     | [ 7 ]  |
| NLCS MVP                 | 2007                                     | [ 4 ]  |